# 克雷格·布雷斯特
奇治·占士·比維斯達（英語：Craig James Brewster，1966年12月13日—）是一名蘇格蘭足球運動員及領隊，於2009年以42歲高齡加盟羅斯郡擔任球員兼教練。比維斯達司職前鋒，曾先後效力數支蘇格蘭球會，包括福弗尔竞技（Forfar Athletic）、拉夫流浪（Raith Rovers）、登地聯及鄧弗姆林等。他亦曾外流希臘加盟伊安尼高斯（Ionikos）取得一定的成績。
比維斯達在蘇超球隊恩華尼斯開始擔任領隊，其後轉投登地聯任教一段不得意的短時期後，於2007年從作馮婦，加盟鴨巴甸再任球員。2007年8月比維斯達再次獲聘任為恩華尼斯領隊，但於2009年1月被辭退。

## 球員時期

### 早年
布雷斯特生在邓迪Stobswell，从小是邓迪联足球俱乐部球迷。上学时报名进入俱乐部，但是成年之后，当时的管理Jim McLean没有给他职业合约。

### 希臘、喜百年及鄧弗姆林
2001年7月比維斯達返回蘇格蘭到喜百年進行試訓，與球隊到法國作季前熱身賽，並在對一仗上陣，剛好趕及於2001/02年球季開季前加盟，於7月28日揭幕戰對基爾馬諾克首次上陣，並在9月16日5-1大勝鄧弗姆林梅開二度射入加盟以來首兩個入球，再於10月9日對戰舊球會拉夫流浪時包辦兩球，協助喜百年晉級聯賽盃半準決賽，10月26日對時雖然射入一球，但亦在完場前浪費兩個黃金機會使到球隊以1-2落敗。比維斯達的入球開始乾涸，更於11月27日聯賽盃對登地聯的半準決賽失去正選席位，而將他帶回蘇格蘭的領隊（Alex McLeish）於12月11日轉投格拉斯哥流浪，比維斯達直到2002年2月8日0-4負於馬瑟韋爾才獲機會再上戰場，而當時喜百年已跌到榜尾第二位，到月尾只任教69日的領隊弗蘭克·蘇錫（Franck Sauzée）亦遭辭退。波比·威廉臣（Bobby Williamson）接掌帥印後球隊成績反彈，最終以第八位結束球季，遠比上季的第三位成績為差，而虧損嚴重的喜百年需要勒緊褲帶，季後約滿的比維斯達因而轉投鄧弗姆林。比維斯達為喜百年在各項比賽上陣28場，包括主客兩回合對AEK雅典的歐洲足協盃比賽，共射入5球。
2002/03年球季揭幕戰比維斯達首披鄧弗姆林球衣出戰衛冕冠軍些路迪，被連入兩球以1-2敗陣，但在第二場2-1擊敗及第三場4-2擊敗的比賽中比維斯達各入一球，更於9月11日作客倒戈對喜百年時梅開二度，協助鄧弗姆林4-1獲勝結束41年在復活節路球場（Easter Road）客場不勝紀錄。比維斯達與前鋒拍檔斯蒂芬·克劳福德（Stevie Crawford）配合如魚得水，而克劳福德在他效力拉夫流浪時還是隊中的青年球員，而時任鄧弗姆林的領隊吉米·考爾德伍德（Jimmy Calderwood）更建議兩人應該一併入選蘇格蘭國家隊，最終亦不了了之。9月28日作客對鴨巴甸，雖然李布倫在上半場首開紀錄，最後仍以1-3敗陣，而比維斯達更在完場前被罰紅牌離場。

### 球員兼領隊
在恩華尼斯及登地聯出任球員兼領隊後，比維斯達於2006年12月加盟鴨巴甸，短暫效力直到2006/07年球季結束，再次與曾效力鄧弗姆林時執教的吉米·考爾德伍德重聚。2007年1月2日比維斯達在與喜百年0-0打和的比賽後補首次代表鴨巴甸上陣，八天後他於蘇格蘭足總盃對同一球隊頂入加盟鴨巴甸後首個入球。但他在對恩華尼斯時肩膀脫骹，一度對他的事業前途抱有懷疑，但比維斯達於3月初復出，更在2007年5月與鴨巴甸延長6個月合約。
2007年8月當比維斯達再獲聘出任恩華尼斯的領隊而與鴨巴甸提前解約，他重返恩華尼斯後只在兩場蘇超聯賽以球員身份上陣，在對赫斯時射入致勝球。於2009年初被恩華尼斯徹職後，比維斯達與本地敵對球隊羅斯郡簽訂球員合約效力直到2008/09年球季結束。

## 領隊時期

### 恩華尼斯
2004年11月25日比維斯達應允到恩華尼斯擔任球員兼領隊，簽約兩年半，接替離隊加盟赫斯的約翰·羅拔臣（John Robertson）。

### 重返恩華尼斯
比維斯達於2007年8月在前任主教練查理·基士堤（Charlie Christie）辭職後重返恩華尼斯再執教鞭

## 外部連結
- 足球数据库：克雷格·布雷斯特的球员统计数据
- 足球資料庫：克雷格·布雷斯特的領隊統計數據